# Emergency medical technician
Emergency medical technician (EMT) é um termo da língua inglesa usado em vários países para designar um prestador de cuidados médicos treinado para desempenhar serviços pré-hospitalares de emergência médica. Em português pode ser traduzido como técnico de emergência médica.
O significado preciso do termo varia de acordo com a jurisdição. Em muitos países, como o Brasil, os EMT (ou paramédicos), respondem a chamadas de emergência, realizam certos procedimentos médicos e transportam pacientes para o hospital, conforme os protocolos e diretrizes estabelecidas. Eles podem trabalhar em um serviço ambulatorial (remuneradamente ou voluntariamente), como membro de equipes de resgate, ou como parte de vários serviços, como um incêndio ou um departamento de polícia.
EMT e paramédicos são treinados para avaliar a condição do paciente e, para realizar procedimentos de emergências que, são necessários para manter a permeabilidade das vias aéreas com uma respiração adequada e circulação cardiovascular estável, até que o paciente possa ser transferido para um destino adequado para os cuidados médicos avançados.
As intervenções de um EMT, incluem a ressuscitação cardiopulmonar, desfibrilação, controle do sangramento externo grave para evitar o choque, imobilização do corpo para evitar danos na medula espinhal e imobilização de fraturas ósseas.